# Alena Šeredová

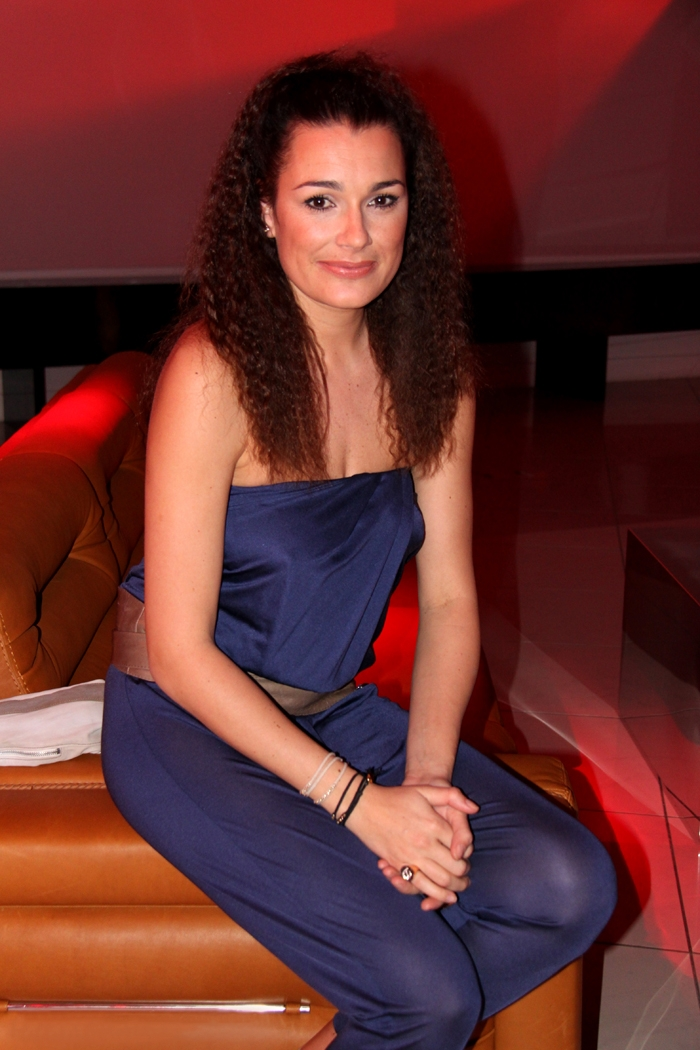
Alena Šeredová (2010)

Alena Šeredová (* 21. März 1978 in Prag) ist ein tschechisches Model und Schauspielerin.

## Leben und Karriere
Šeredová war Vize-Miss Tschechien 1998, Repräsentantin ihres Landes bei Miss World 1998 und startete 2002 ihre internationale Modelkarriere, außerdem wählte sie der italienische Comedian Giorgio Panariello für seine eigene Prime-Time Fernsehshow aus. Sie war auch auf den Titelfotos einiger Zeitschriften wie Penthouse Europe, Playboy Europe, Spy, Extreme und Quo zu sehen. 2005 posierte sie für einen Max-Kalender.
Šeredová war von 2011 bis 2014 mit dem italienischen Fußballspieler Gianluigi Buffon verheiratet. Aus der Beziehung entstammen zwei Söhne (* 2007 und * 2009). Der erstgeborene Louis ist ebenfalls Fußballspieler.

## Filmografie (Auswahl)
- Ho visto le stelle (2003; Viděl jsem hvězdy), Comedy; Dauer: 91 Minuten, Regisseur: Vincenzo Salemme
- Christmas in Love (2004; Zamilované Vánoce); Comedy, Dauer 118 Minuten, Regisseur: Neri Parenti